# アルジェの男
『アルジェの男』（アルジェのおとこ）は宝塚歌劇団のミュージカル作品。1974年初演。

## 解説
※『宝塚歌劇100年史（舞台編）』の宝塚大劇場公演参考。
第二次世界大戦前のフランス領アルジェリア。野心を抱いた青年ジュリアンの栄光と転落が描かれた作品。パリ祭の夜、ひょんなことからフランス総督に人生を委ねることとなったスラム街出身の孤児ジュリアン。彼の夢見た野心は数年越しで叶えられようとしていたが・・・。

## 上演記録
1974年・星組
7月26日から8月27日（新人公演：8月13日）まで宝塚大劇場で公演された。東京宝塚劇場未公演。
形式名は「ミュージカル・ロマンス」。12場。
併演作品は『ジュジュ』。

1983年・星組
11月2日から11月28日まで東京宝塚劇場で公演された。宝塚大劇場未公演。
形式名は「ミュージカル・ロマン」。12場。
併演作品は『ザ・ストーム』。

1984年・星組
地方（9月8日・豊田、9月9日・静岡、9月10日・横浜、9月11日・越ヶ谷、9月13日・町田、9月14日・掛川、9月15日・美濃加茂、9月16日・安城、9月18日・甲府、9月19日・昭島、9月21日・金沢、9月22日・鯖江、9月23日・敦賀、9月24日・一宮、9月26日・花巻、9月27日・仙台、9月28日・宇都宮、9月30日・尾張旭）で公演された。
形式名は「ミュージカル・ロマン」。
併演作品は『ザ・ストーム』。

2011年・月組
7月29日から8月29日（新人公演：8月16日）まで宝塚大劇場、9月16日から10月16日（新人公演：9月29日）まで東京宝塚劇場で公演。
形式名は「ミュージカル・ロマン」。12場。
併演作品は『Dance Romanesque』。

2019年・星組
全国ツアー（5月4日〜6日・大阪、9日・広島、11日〜12日・神奈川、14日・秋田、16日・青森、18日〜19日・宮城、21日〜23日・北海道）で公演。
形式名は「ミュージカル・ロマン」。
併演作品は『ESTRELLAS〜星たち〜』。

## スタッフ

### 1974年（スタッフ）
- 作・演出[1]：柴田侑宏
- 作曲・編曲[9]：入江薫/寺田瀧雄
- 編曲[9]：河崎恒夫
- 音楽指揮[9]：野村陽児
- 振付[9]：喜多弘
- 装置[9]：黒田利邦
- 衣装[9]：静間潮太郎
- 照明[10]：今井直次
- 音響[10]：松永浩志
- 小道具[10]：上田特市
- 効果[10]：坂上勲
- 演出助手[10]：太田哲則
- 制作[10]：大谷真一

### 1983年（主なスタッフ）
- 作・演出[4]：柴田侑宏

### 1984年（主なスタッフ）
- 作・演出[5]：柴田侑宏

### 2011年（スタッフ）
宝塚大劇場
- 作[6][11]：柴田侑宏
- 演出[6][11]：大野拓史
- 音楽[11]：寺田瀧雄/入江薫/吉田優子
- 音楽指揮[11]：岡田良機
- 振付[11]：羽山紀代美/KAZUMI-BOY
- 殺陣・疑闘[11]：清家三彦
- 装置[11]：新宮有紀
- 衣装[11]：河底美由紀
- 照明[12]：氷谷信雄
- 音響[12]：実吉英一
- 小道具[12]：伊集院撤也
- 歌唱指導[12]：ちあきしん
- 演出助手[12]：上田久美子
- 舞台進行[12]：阪谷椋子
- 制作[12]：岡田隆之

## 出演者一覧（2011年）
※宝塚・東京共通。

### 月組
- 越乃リュウ
- 霧矢大夢
- 花瀬みずか
- 一色瑠加
- 青樹泉
- 星条海斗
- 憧花ゆりの
- 妃鳳こころ
- 龍真咲
- 萌花ゆりあ
- 綾月せり
- 羽咲まな
- 光月るう
- 夏月都
- 彩央寿音
- 華央あみり
- 明日海りお
- 美翔かずき
- 沢希理寿
- 妃乃あんじ
- 蒼乃夕妃
- 響れおな
- 彩星りおん
- 宇月颯
- 琴音和葉
- 玲実くれあ
- 瑞羽奏都
- 紫門ゆりや
- 白雪さち花
- 貴千碧
- 有瀬そう
- 咲希あかね
- 篁祐希
- 華那みかり
- 千海華蘭
- 煌月爽矢
- 鳳月杏
- 貴澄隼人
- 真愛涼歌
- 舞乃ゆか
- 風凛水花
- 花陽みら
- 輝城みつる
- 真凜カンナ
- 星輝つばさ
- 紗那ゆずは
- 星那由貴
- 都月みあ
- 翔我つばき
- 愛風ゆめ
- 隼海惺
- 天翔りいら
- 珠城りょう
- 香咲蘭
- 煌海ルイセ
- 美泉儷
- 夢羽美友
- 紫乃加りあ
- 愛希れいか
- 晴音アキ
- 楓ゆき
- 輝月ゆうま
- 朝美絢
- 早桃さつき
- 美里夢乃
- 麗奈ゆう
- 優ひかる
- 春海ゆう
- 夢奈瑠音
- 咲妃みゆ
- 叶羽時
- 茜小夏
- 桜奈あい
- 蒼矢朋季
- 颯希有翔

### 97期生C班
- 華鳥礼良
- 蓮つかさ
- 沙羅アンナ
- 秋奈るい
- 佳城葵
- 雛リリカ
- 桃堂純
- 水月牧

### 専科
- 邦なつき

## 主な配役
※「（　）」の人物は新人公演。

### 1974年（主な配役）
- ジュリアン - 鳳蘭[1]（峰さを理[2]）
- サビーヌ - 奈緒ひろき[2]（四季乃花恵[2]）
- エリザベート - 沢かをり（東千晃）
- アナ・ベル - 衣通月子（月城千晴）
- ジャック - 但馬久美（高汐巴）
- ミッシェル - 三代まさる（寿ひづる）

### 1983年（主な配役）
- ジュリアン - 峰さを理（紫苑ゆう）
- サビーヌ - 姿晴香（毬藻えり）
- エリザベート - 南風まい（洲悠花）
- アナ・ベル - 湖条れいか（花愛望都）
- ジャック - 新城まゆみ（三城礼）
- ミッシェル - 山城はるか（燁明）

### 1984年（主な配役）
- ジュリアン - 峰さを理[5]
- サビーヌ - 南風まい[5]
- エリザベート - 毬藻えり[5]
- アナ・ベル - 紫城いずみ[5]
- ジャック - 新城まゆみ[5]
- ミッシェル - 紫苑ゆう[5]

### 2011年（主な配役）
※下記のデータは宝塚・東京共通。
- ジュリアン・クレール - 霧矢大夢（紫門ゆりや）[15]
- サビーヌ - 蒼乃夕妃（愛希れいか）[15]
- ジャック - 龍真咲（鳳月杏）[15]
- アンリ・クローデル - 明日海りお（珠城りょう）[15]
- ポーラ・シャルドンヌ - 邦なつき（白雪さち花）[15]
- ボランジュ総督 - 越乃リュウ（有瀬そう）[15]
- ルイーズ・ボランジュ - 花瀬みずか（舞乃ゆか）[15]
- レイモン - 一色瑠加（篁祐希）[15]
- ミッシェル - 青樹泉（煌月爽矢）[15]
- ミシュリュー内相 - 星条海斗（貴千碧）[15]
- イヴ - 憧花ゆりの（紗那ゆずは）[15]
- マダム・マルト - 妃鳳こころ（真愛涼歌）[15]
- ブランシュ夫人	- 萌花ゆりあ（華那みかり）[15]
- ジョルジュ - 綾月せり（煌海ルイセ）[15]
- ヴェール夫人 - 羽咲まな（風凛水花）[15]
- フェリックス - 光月るう（千海華蘭）[15]
- エルザ	- 夏月都（真凜カンナ）[15]
- ジャン - 彩央寿音（貴澄隼人）[15]
- マルセル - 華央あみり（星輝つばさ）[15]
- セルジュ - 美翔かずき（輝城みつる）[15]
- シャルル - 沢希理寿（美泉儷）[15]
- 教会の女 - 妃乃あんじ（叶羽時）[15]
- クリスチャン - 響れおな（星那由貴）[15]
- エリザベート・ボランジュ - 彩星りおん（咲希あかね）[15]
- ポール	- 宇月颯（天翔りいら）[15]
- ルーシー - 琴音和葉（晴音アキ）[15]
- シュザンヌ - 玲実くれあ（紫乃加りあ）[15]
- 教会の男 - 瑞羽奏都（蒼矢朋季）[15]
- ルイ - 紫門ゆりや（輝月ゆうま）[15]
- ヴィヴィアン - 白雪さち花（香咲蘭）[15]
- モーリス - 貴千碧（春海ゆう）[15]
- ブランシュ頭取　- 有瀬そう（翔我つばき）[15]
- マチルド - 咲希あかね（都月みあ）[15]
- ラモス　- 篁祐希（優ひかる）[15]
- ミレーヌ - 華那みかり（茜小夏）[15]
- ピエール - 千海華蘭（隼海惺）[15]
- ルネ - 煌月爽矢（夢奈瑠音）[15]
- フィリップ - 鳳月杏（麗奈ゆう）[15]
- セシール - 真愛涼歌（夢羽美友）[15]
- カトリーヌ - 舞乃ゆか（早桃さつき）[15]
- アナ・ベル - 花陽みら（愛風ゆめ）[15]
- レナ - 真凜カンナ（美里 夢乃）[15]
- アルマン - 珠城りょう（朝美絢）[15]
- フランソワーズ	- 愛希れいか（咲妃みゆ）[15]

### 2019年（主な配役）
- ジュリアン・クレール - 礼真琴
- サビーヌ - 音波みのり
- ジャック - 愛月ひかる　※専科所属
- マリア・シャルドンヌ - 万里柚美
- ルイーズ・ボランジュ - 白妙なつ
- ミシリュー内相 - 大輝真琴
- マダム・マルト - 夢妃杏瑠
- マルセル - 漣レイラ
- イヴ - 音咲いつき
- ミッシェル - 紫藤りゅう
- ボランジュ総督 - 朝水りょう
- ルネ - 彩葉玲央
- エルザ - 澪乃桜季
- ルイ - 天希ほまれ
- シュザンヌ - 華雪りら
- アナ・ベル - 小桜ほのか
- クリスチャン - 遥斗勇帆
- レナ - 桜里まお
- ジャン - 隼玲央
- エリザベート - 桜庭舞
- マチルド - 二條華
- アルマン - 希沙薫
- アンドレ - 極美慎
- シャルル - 煌えりせ
- フェリックス - 碧海さりお
- セルジュ - 颯香凜
- クロード - 夕陽真輝
- カトリーヌ - 彩園ひな
- ピエール - 天飛華音
- ポール - 奏碧タケル
- ヴィヴィアン - 水乃ゆり
- モーリス/フィリップ - 鳳真斗愛
- リリー - 澄華あまね
- 花売り娘 - 瑠璃花夏